# Matra MS670
La Matra MS670 è una vettura da competizione prodotta dalla Matra nel 1972 e appartenente alla categoria delle sport prototipo del Gruppo 5.

## Sviluppo
La MS670 era figlia del nuovo corso intrapreso dalla squadra francese il cui scopo finale era la conquista della 24 Ore di Le Mans, competizione in cui le vetture transalpine non riuscivano ad imporsi da oltre un decennio.

## Tecnica

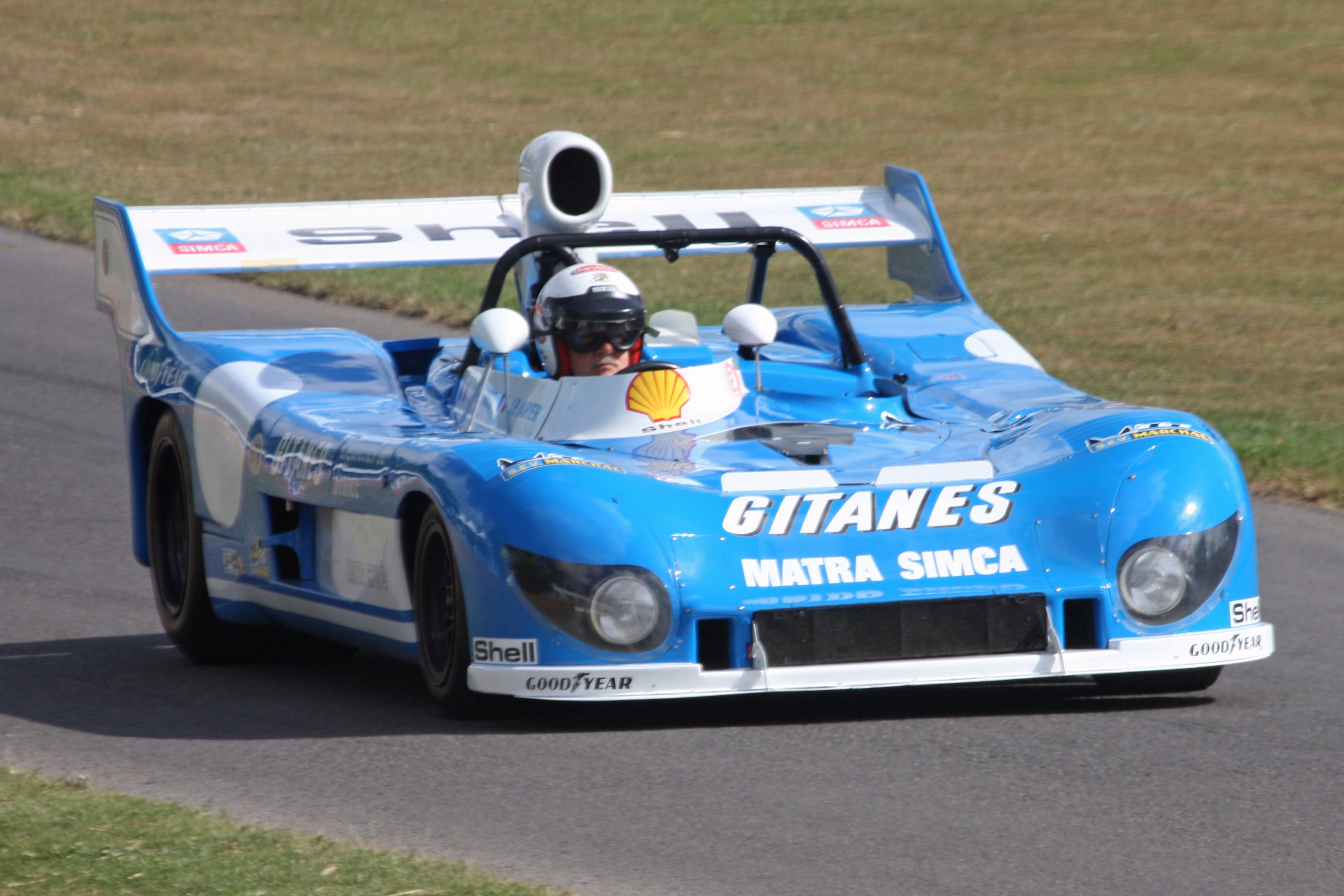
La MS670C, ultima evoluzione della vettura

La vettura derivava dalla precedente Matra MS660. Era equipaggiata con un propulsore V12 Matra MS72 da 500 cv di potenza, mentre il telaio era di tipo monoscocca ricoperto da una carrozzeria barchetta realizzata in vetroresina al quale, rispetto al modello precedente, era stato aggiunto uno spoiler posteriore. Il motore veniva gestito da un cambio ZF a cinque rapporti, mentre l'impianto frenante era costituito da freni a disco outboard forniti dalla Girling. Le sospensioni erano formate, nella sezione anteriore, da doppi bracci trasversali, ammortizzatori con molle elicoidali coassiali e barre stabilizzatrici e in quella posteriore da quadrilateri trasversali, bracci longitudinali, ammortizzatori a bobina e barre stabilizzatrici. La trazione era posteriore.
Nel 1973 venne introdotta la nuova versione B, la quale, tra i vari aggiornamenti, presentava un nuovo cambio a cinque marce fornito dalla Porsche, le ruote da 13" anche posteriormente, prese d'aria a proboscide sui dischi posteriori ora entrobordo e un peso ridotto di 22 kg.
Nel 1974 fu ulteriormente aggiornata alla versione C, con l'applicazione di un nuovo motore MS73, cambio Hewland, nuova presa d'aria dinamica, peso ridotto a soli 650 Kg, ruote da 15" al posteriore con nuove geometrie delle sospensioni e un nuovo alettone che copriva in larghezza l'intera sezione posteriore.

## Attività sportiva

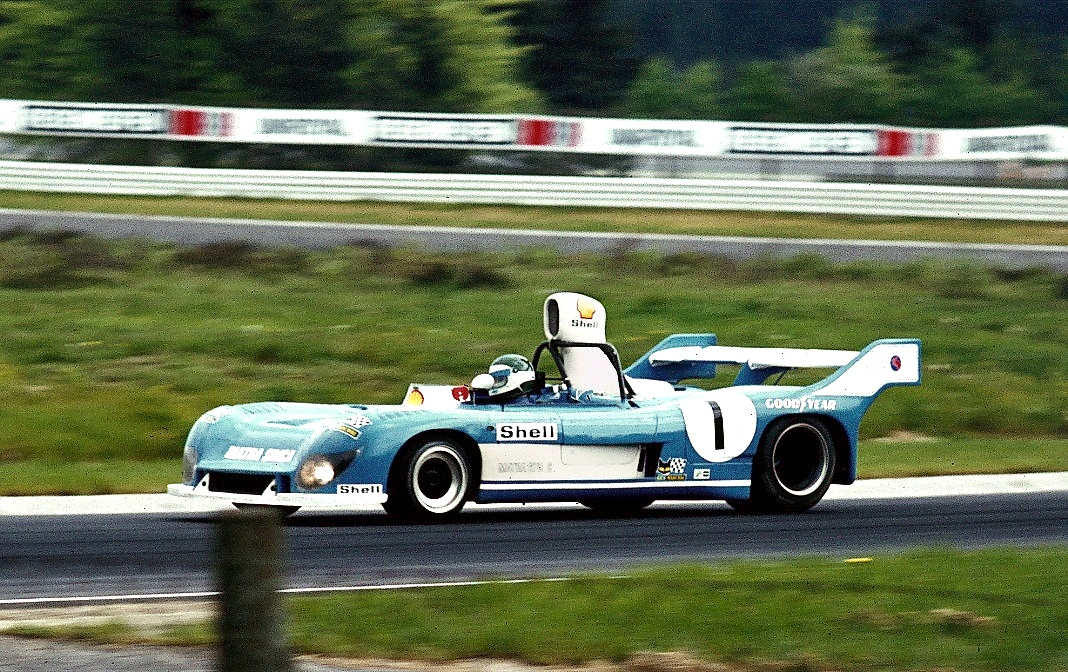
La MS670C in gara alla 1000 km Nürburgring del 1974

Per pilotare la vettura vennero ingaggiati i piloti François Cevert, Jean-Pierre Beltoise, Henri Pescarolo e Gérard Larrousse. Con il team Pescarolo/Hill, la squadra ottenne la vittoria alla 24 Ore di Le Mans 1972 che mancava ad una casa francese dal 1950, l'unica gara del mondiale marche a cui partecipò e obiettivo dichiarato del costruttore transalpino, che così lasciò il titolo iridato ai rivali della Scuderia Ferrari, i quali non si schierarono alla gara più importante della stagione consci di non avere una vettura in grado di resistere sulla distanza delle 24 ore.
Nel 1973 la Matra continuò il suo impegno nel campionato del mondo Sport-Prototipi, e ciò la costrinse al ritiro dalla Formula 1 a causa degli oneri troppo elevati nel mantenimento di due squadre sportive. La scelta si rivelò azzeccata, in quanto la squadra francese, con le vittorie a Vallelunga, Digione, Zeltweg, Watkins Glen e Le Mans si laureò nuovamente campione del mondo sulle Porsche e le Ferrari.
Il 1974 fu l'ultimo anno di partecipazione della Matra al mondiale Sport-Prototipi. Nonostante la terza vittoria consecutiva di Pescarolo a Le Mans e la conquista del mondiale imponendosi in 9 delle 10 gare titolate nel corso di questa stagione dove distaccò nettamente le rivali per il titolo Porsche, Gulf-Ford e Alfa Romeo, l'azienda francese, a fine stagione, decise di ritirarsi dalle gare e di concentrarsi sulla produzione di autovetture stradali.

### Risultati completi
(Legenda: il grassetto indica le pole position)
| Anno | Gomme | Auto   | Piloti                        | 1   | 2   | 3   | 4   | 5     | 6   | 7   | 8   | 9   | 10  | 11  | Punti | CMC |
| ---- | ----- | ------ | ----------------------------- | --- | --- | --- | --- | ----- | --- | --- | --- | --- | --- | --- | ----- | --- |
| 1972 | G     |        |                               | BNA | DYT | SBR | BHT | MNZ   | SPA | TFL | NRG | LMS | ZWG | WKG | 20    | 7°  |
| 1972 | G     | MS670  | Pescarolo/Hill                |     |     |     |     |       |     |     |     | 1   |     |     | 20    | 7°  |
| 1972 | G     | MS670  | Cevert/Ganley                 |     |     |     |     |       |     |     |     | 2   |     |     | 20    | 7°  |
| 1972 | G     | MS670  | Beltoise/Amon                 |     |     |     |     |       |     |     |     | Rit |     |     | 20    | 7°  |
| 1973 | G     |        |                               | DYT | VLG | DGN | MNZ | SPA   | TFL | NRG | LMS | ZWG | WKG |     | 124   | 1°  |
| 1973 | G     | MS670  | Cevert/Beltoise/Pescarolo     | Rit |     |     |     |       |     |     |     |     |     |     | 124   | 1°  |
| 1973 | G     | MS670B | Pescarolo/Larrousse/Cevert    |     | 1   |     |     |       |     |     |     |     |     |     | 124   | 1°  |
| 1973 | G     | MS670B | Cevert/Beltoise               |     | Rit | 3   | 11  |       |     | Rit | Rit | 2   | Rit |     | 124   | 1°  |
| 1973 | G     | MS670B | Pescarolo/Larrousse           |     |     | 1   | 3   |       |     | Rit | 1   | 1   | 1   |     | 124   | 1°  |
| 1973 | G     | MS670B | Amon/Hill/Pescarolo/Larrousse |     |     |     |     | 3/Rit |     |     |     |     |     |     | 124   | 1°  |
| 1974 | G     |        |                               | MNZ | SPA | NRG | IML | LMS   | ZWG | WKG | LCT | BHT | KLM |     | 140   | 1°  |
| 1974 | G     | MS670B | Jaussaud/Wollek/Dolhem        |     |     |     |     | Rit   |     |     |     |     |     |     | 140   | 1°  |
| 1974 | G     | MS670C | Pescarolo/Larrousse           | Rit | Rit | 5   | 1   | 1     | 1   | Rit | 2   | 2   | 1   |     | 140   | 1°  |
| 1974 | G     | MS670C | Cevert/Beltoise               | Rit |     |     |     |       |     |     |     |     |     |     | 140   | 1°  |
| 1974 | G     | MS670C | Ickx/Jarier                   |     | 1   |     |     |       |     |     |     |     |     |     | 140   | 1°  |
| 1974 | G     | MS670C | Jarier/Beltoise               |     |     | 1   | 4   |       | 2   | 1   | 1   | 1   | 2   |     | 140   | 1°  |
| 1974 | G     | MS670C | Jabouille/Mingault            |     |     |     |     | 3     |     |     |     |     |     |     | 140   | 1°  |